# Missandei
Missandei er en fiktiv person i den amerikanske forfatter George R. R. Martins fantasyserie A Song of Ice and Fire og i HBOs filmatisering Game of Thrones.
Hun blev introduceret i En storm af sværd (2000). Hun er en tidligere slave, som kommer til at tjene Daenerys Targaryen i sidstnævntes erobring af Essos. Hun er en af Daenerys' mest betroede rådgivere i hendes styre af Meereen.
Missandei bliver spillet af Nathalie Emmanuel i HBOs tv-serie, hvor hendes rolle bliver kraftigt udvidet i forhold til bøgerne. Hendes død i tv-serien i den sidste sæson affødte en polariseret reaktion blandt seere og kritikere, bl.a. fordi hun var en af de meget få farvede karakterer i serien.